# 요계관방지도
요계관방지도(遼薊關防地圖)는 대한민국 서울특별시 관악구에 위치한 서울대학교 규장각에 있는 조선시대에 만들어진 병풍이다. 2008년 3월 12일 대한민국의 보물 제1542호로 지정되었다.

## 개요
규장각 소장 《요계관방지도》는 1706년(숙종 32)에 노론대신 이이명(李頤命, 1658-1722)이 제작하여 왕에게 올린 것으로, 관방지도의 백미로 뽑힌다. '요계(遼薊)'는 요동과 북경지방을 가리키는데, 요동에서 북경에 이르는 군사형세도를 그린 지도라는 뜻이다. 이이명은 1705년에 청 나라 사신으로 다녀오는 길에 구입해온 《주승필람(籌勝必覽)》 속에 들어 있는 '요계관방도'와, 동행한 화사를 시켜 모사한 '산동해방지도(山東海防地圖)'에 우리나라 관방의 중요한 부분을 합하여 이 지도를 제작하였다. 10폭 병풍이란 대폭의 화면에 펼쳐진 치밀한 구성력과 강직하면서도 세련된 필묘(筆妙), 청록산수기법으로 표현된 산악의 장식적인 효과는 지도에 예술성을 더해 준다. 지도사적인 가치뿐만 아니라 회화성도 뛰어난 작품이다.

## 같이 보기
- 규장각
- 이이명